# João Azevedo
João Mendonça Azevedo (10 de juliol de 1915 - 4 de gener de 1991) fou un futbolista portuguès de la dècada de 1940.
Fou 19 cops internacional amb la selecció portuguesa.
Pel que fa a clubs, defensà els colors de l'Sporting Clube de Portugal majoritàriament.

## Palmarès
Sporting
- Primeira Liga: 1940-41, 1943-44, 1946-47, 1947-48, 1948-49, 1950-51, 1951-52, 1952-53
- Taça de Portugal: 1940-41, 1944-45, 1945-46, 1947-48
- Campeonato de Portugal: 1935-36, 1937-38